# Episodi di Rat-Man
La serie animata televisiva di Rat-Man consiste di 52 episodi, dei quali, nella prima emissione del 2006-2007 su Rai 2 e nelle successive repliche fino al 2016, solo 28 sono stati trasmessi in televisione, mentre la serie completa era disponibile in DVD.
In occasione dell'uscita dell'ultimo numero del fumetto prevista per il 28 settembre 2017, Rai Gulp ha rimesso in programmazione la serie dal 4 settembre al 23 ottobre 2017, proponendo prima i 28 episodi già trasmessi in passato e in seguito gran parte dei rimanenti, per un totale di 49 episodi: tre episodi, ovvero "La minaccia del Mimo", "El Corazon" e "Sotto la pelliccia, niente!", risultano essere ancora inediti in TV in Italia. In seguito la serie è stata pubblicata anche in streaming su RaiPlay mantenendo lo stesso ordine e le stesse omissioni dell'ultima messa in onda. 
Nell'elenco vengono indicati l'ordine di produzione degli episodi, l'ordine di messa in onda e l'ordine di pubblicazione su DVD.
Ad ogni episodio è associato anche un titolo inglese in quanto tutta la serie è stata doppiata e realizzata anche in inglese per una commercializzazione all'estero.
| n° prod. | n° trasm. | n° pubbl. | Titolo                               | Titolo inglese                   | Prima TV         |
| -------- | --------- | --------- | ------------------------------------ | -------------------------------- | ---------------- |
| 1        | 31        | 5x1       | Il silenzio dei Ratti                | The Silence of the Rats          | 5 ottobre 2017   |
| 2        | 21        | 6x5       | Il Ratto e il Dragone                | The Rat and the Dragon           | 28 luglio 2007   |
| 3        | 36        | 7x4       | La leggenda di Rat-Man               | The Legend of the Rat-Man        | 10 ottobre 2017  |
| 4        | 24        | 5x3       | Rat-Man e la strega del bosco        | Fairly Tales                     | 12 agosto 2007   |
| 5        | 18        | 3x4       | Cyber Rat-Man                        | Cyber Rat-Man                    | 7 luglio 2007    |
| 6        | 26        | 6x6       | Rat-Man contro il Bruto              | The Incredible Rat-Man           | 29 agosto 2007   |
| 7        | 23        | 6x4       | Rat-Man apprendista stregone         | Rat-Man Sorcerer's Apprentice    | 11 agosto 2007   |
| 8        | 16        | 2x1       | Il mistero del disco                 | Mistery of the Record            | 23 giugno 2007   |
| 9        | 28        | 5x4       | Il collezionista                     | The Stamp Collector              | 8 settembre 2007 |
| 10       | 7         | 8x5       | Il Ratto dell'opera                  | The Rat-Man of the Opera         | 28 novembre 2006 |
| 11       | 27        | 8x3       | Rastaman                             | Rastaman                         | 2 settembre 2007 |
| 12       | 37        | 7x2       | Zero Zero Rat-Man                    | License to Rat                   | 11 ottobre 2017  |
| 13       | 38        | 5x6       | Buon Natale, Rat-Man!                | Ratty Christmas                  | 12 ottobre 2017  |
| 14       | 29        | 3x2       | Robogun                              | Robogun                          | 2 ottobre 2017   |
| 15       | 11        | 3x1       | Il Grande Ratzinga                   | The Great Ratzinga               | 5 dicembre 2006  |
| 16       | 35        | 2x4       | Il divoratore di mondi               | The Planet Devourer              | 9 ottobre 2017   |
| 17       | 13        | 1x5       | L'Uomo Lumaca                        | Snail Man                        | 7 dicembre 2006  |
| 18       | 20        | 4x3       | La maledizione di Amon-Rat           | The Curse of Amon-Rat            | 21 luglio 2007   |
| 19       |           | 1x2       | La minaccia del Mimo                 | The Mime Minace                  |                  |
| 20       | 15        | 5x5       | Jurassic Rat                         | Jurassic Rat                     | 16 giugno 2007   |
| 21       | 10        | 2x3       | Incontri rat-vicinati del terzo tipo | Rat Encounters of the Third Kind | 4 dicembre 2006  |
| 22       | 22        | 5x2       | Air Force Rat                        | Air Force Rat                    | 4 agosto 2007    |
| 23       | 6         | 1x6       | L'Uomo Pannocchia                    | Corn Man                         | 27 novembre 2006 |
| 24       | 17        | 1x1       | Il mortale Buffone                   | The Deadly Jester                | 30 giugno 2007   |
| 25       | 40        | 6x3       | Che sfortuna, Rat-Man!               | Unlucky You, Rat-Man             | 14 ottobre 2017  |
| 26       | 41        | 6x1       | Caccia al Ratto                      | The Rat Hunter                   | 15 ottobre 2017  |
| 27       | 19        | 3x3       | Rat-Man contro gli Automutanti       | The Robocars                     | 14 luglio 2007   |
| 28       | 30        | 7x5       | La Gatta                             | She Cat                          | 3 ottobre 2017   |
| 29       | 1         | 1x3       | Il Camaleonte                        | The Chameleon                    | 20 novembre 2006 |
| 30       | 25        | 8x4       | Un nemico all'altezza                | It's a Dwarf World               | 18 agosto 2007   |
| 31       | 32        | 4x6       | L'abominevole pupazzo delle nevi     | The Abominable Snow Man          | 6 ottobre 2017   |
| 32       | 8         | 4x4       | La cosa nel buio                     | Boogey-Rat                       | 30 novembre 2006 |
| 33       | 12        | 2x6       | Rat-Away                             | Rat-Away                         | 6 dicembre 2006  |
| 34       | 33        | 8x2       | Smascherato!                         | Unmasked                         | 7 ottobre 2017   |
| 35       | 2         | 3x5       | Pronto, Rat-Man?                     | Hallo, Rat-Man?                  | 21 novembre 2006 |
| 36       | 5         | 2x2       | La cosa venuta da Marte              | Rat-Mars                         | 24 novembre 2006 |
| 37       | 14        | 8x1       | I Pupacchiotti                       | Babypuppets                      | 8 dicembre 2006  |
| 38       | 3         | 2x5       | Rat in Black                         | Rat in Black                     | 22 novembre 2006 |
| 39       | 9         | 7x3       | Le fatine ignoranti                  | Silly Fairies                    | 1º dicembre 2006 |
| 40       | 42        | 4x2       | L'alba dei Ratti viventi             | Dawn of the Rats                 | 16 ottobre 2017  |
| 41       | 43        | 4x1       | Nosferatto                           | Nosfe-Rat                        | 17 ottobre 2017  |
| 42       | 44        | 6x2       | Il rit-Ratto                         | The Portrait of Rat-Man          | 18 ottobre 2017  |
| 43       | 39        | 4x5       | Il museo delle cere                  | The Wax Museum                   | 13 ottobre 2017  |
| 44       | 45        | F         | Il supereroe                         | The Superhero                    | 19 ottobre 2017  |
| 45       | 46        | F         | Trappola per topi                    | Mousetrap                        | 20 ottobre 2017  |
| 46       | 47        | F         | Il Ratto che visse due volte         | Copyrat                          | 21 ottobre 2017  |
| 47       | 48        | F         | Fraudolent                           | Fraudolent                       | 22 ottobre 2017  |
| 48       | 49        | F         | Essere o non essere                  | To Rat or Not to Rat             | 23 ottobre 2017  |
| 49       | 4         | 1x4       | L'Uomo Soporifero                    | Good Night, Rat-Man              | 23 novembre 2006 |
| 50       |           | 7x6       | El Corazon                           | El Corazon                       |                  |
| 51       |           | 7x1       | Sotto la pelliccia, niente!          | Nothing Under Fur                |                  |
| 52       | 34        | 8x6       | Risparmio e fantasia                 | Saving and Immagination          | 8 ottobre 2017   |

## Il silenzio dei ratti
Rat-man e Brakko vanno al cinema per vedere una parodia di Psyco quando, durante la proiezione del film, avviene un omicidio. La polizia ingaggia Hopkins, un esperto in scienza del crimine e Rat-man, sentendosi escluso prova a risolvere il caso, senza successo. Ma in seguito proprio lui scopre che l'assassino è Hopkins. La polizia accorre alla casa del killer e Rat-man, dopo che la Rat-mobile è stata sequestrata perché non ha pagato il parcheggio, li segue in metropolitana. Si scopre che Hopkins ha ucciso determinate persone perché al cinema queste rivelavano il finale prima che il film iniziasse. Dopo un breve combattimento, Rat-man domanda a Hopkins cosa farà in seguito e questo risponde che ucciderà tutti e brucerà l'edificio per distruggere prove. Ma si accorge di aver rivelato il finale e si butta dalla finestra, morendo. Rat-man festeggia bevendo un tè, ma si accorge troppo tardi che è velenoso.

## Il Ratto e il Dragone
Rat-man finanzia con 30 milioni di dollari la compagnia archeologa Jones & Jones per ritrovare un autentico fossile di drago giapponese vicino a Tokyo (che i due credono si trovi in Italia o in Somalia). Il fossile viene trovato, portato nel museo della città e Rat-man diviene il proprietario. Intanto in Giappone la Setta del Dragone viene a sapere del ritrovamento, e arrivati nel museo, rubano lo scheletro (credendo che la reliquia sia stata portata in luogo impuro). Rat-man, venuto a sapere del furto si dirige in Giappone (avendo saputo che il rapinatore si chiama Wang Li) e sotto mentite spoglie riesce ad entrare nel tempio. Qui ha uno scontro con Wang Li (il quale riesce più volte a fargli perdere il cranio) e a un certo punto sta per dargli il colpo finale quando il combattimento viene fermato dal capo della setta che rivela una sconcertante verità: lo scheletro di drago è in realtà un falso prodotto in Taiwan ed è stato trovato (come visto in una foto) a Pisa!

## La leggenda di Rat-man
Rat-man cerca inutilmente di fermare un treno con una mano. Arrivato in stazione, scende dal parabrezza del treno e incontra un vecchio che gli dà un indirizzo dove può trovare l'uomo in grado di creare leggende. L'indirizzo si rivela una discoteca dove il supereroe aspetta diverse ore e infine incontra un'attraente donna che lo porta in una stanza e qui Rat-man apre una bottiglia che ha però un effetto soporifero e si addormenta. Rat-man si risveglia una vasca piena di ghiaccio e si accorge di aver perso un rene. Cerca di chiedere informazioni a Fluffy, il cane della donna che aveva incontrato prima ma questo scappa e cade in un tombino. Il supereroe apre il tombino con un fucile a plotoni e nelle fogne ritrova Fluffy, che si rivela un ratto indocinese, una specie di ratto orientale. Subito dopo incontra la misteriosa donna che si rivela in realtà il vecchio che aveva incontrato alla stazione. Il vecchio rivela che un supereroe non è una persona con i superpoteri ma una persona che si dedica ad aiutare i bisognosi e sconfiggere il crimine. Rat-man, capita la lezione, lo ringrazia e lo lascia, accettando la sua condizione.

## Rat-man e la strega del bosco
Rat-man e Brakko vanno nel Bosco senza Nome per trovare la strega del bosco (che Brakko considera il killer di tutti i campeggiatori che sono entrati nel medesimo bosco). Dopo essersi accampati vengono attaccati da uno yeti mandato dalla strega (che esiste) ma riescono a liberarsene. Decisi ad andarsene, i due si perdono ma trovano una casa commestibile e vengono tratti in inganno dalla strega che li rinchiude in una cella, intenzionata a mangiarseli. Rat-man trova una rana che si rivela una principessa che dice che potrà essere riportata umana solo da chi la salverà dalla strega. I due creano uno stratagemma e scappano con la rana ma dopo una lunga fuga vengono raggiunti dalla strega riuscendo nuovamente a evitarla. Rat-man e la rana-principessa allora stanno per baciarsi quando un'auto investe la rana e l'autista si offre di riportarli in città.I due accettano. L'autista si rivela essere (allo spettatore) la strega del bosco e infatti l'auto si dirige nel bosco.

## Cyber Rat-man
Rat-man sta navigando su Internet quando, entrato in un sito, il suo computer rimane bloccato per tre giorni e scopre che tutto il mondo è finito in questa crisi. Secondo Doc, esperto in scientifica poliziesca, esiste un nucleo nella rete mondiale che produce virus che bloccano il collegamento a Internet. Rat-man viene mandato nella rete (utilizzando un casco che lo teletrasporta mentalmente) per distruggere il nucleo. Nella rete il supereroe viene subito scambiato per un virus dagli antivirus, ma riesce a seminarli. Arrivato nella zona illegale di Internet, arriva nel covo del nucleo, dove può entrare solo digitando una password e così digita una serie di numeri a caso (visto inoltre che gli antivirus l'hanno scoperto). Dentro trova un gigantesco cervello con occhiali che si rivela l'artefice del disastro che gli aizza contro un centinaio di virus. Allora nel mondo reale, Doc aziona un aspirapolvere che risucchia i virus che finiscono nella testa di Rat-man e il supereroe può sconfiggere il cervello. A lavoro fatto e tornato nel mondo reale, Rat-man chiede dove sono finiti i virus e Doc gli risponde, ma l'inquadratura viene occupata da virus che interrompono l'episodio.

## Rat-man contro il Bruto
La Fraudolent mette in vendita elettrostimolatori per i muscoli e Willy, un gracile nerd spende 500 dollari per farsi i muscoli, ma dopo 12 ore di trattamento rimane come prima e arrabbiandosi, diventa un mega uomo azzurro che inizia a distruggere tutto ciò che trova per poi ritornare normale. All'ufficio reclami della Fraudolent Rat-man (venuto perché al telefono ha parlato con un uomo e non con una donna della pubblicità) incontra Willy e inizia a prenderlo in giro per il suo fisico. Willy si ritrasforma e inizia a distruggere l'intera città. La polizia e l'esercito fallisce nel fermarlo ma Rat-man (fingendosi un addetto alle consegne) consegna a Willy una tuta dimagrante e, indossata, Willy ritorna normale. Il generale dell'esercito riferisce a Rat-man che Willy verrà portato in un luogo top-secret per essere studiato. Nell'ultima scena del film, si vede Willy che, in isolamento, perde a carte con un alieno e per l'ennesima volta si ritrasforma.

## Rat-man apprendista stregone
Un prologo spiega che ogni 1000 anni un demone tenta di distruggere il mondo, ma un mago lo sconfigge. Ritornati alla realtà, il mago in questione è diventato troppo vecchio e altri 1000 anni sono passati e lui deve scontrarsi nuovamente col demone. Vedendo in una sfera premonitrice la sagoma della testa di Rat-man, lo trasporta con la magia nel suo castello. Il mago inizia ad allenare e a preparare il prescelto, ma questo si rivela incapace di utilizzare la magia e infatti sbaglia continuamente. Dopo aver sbagliato un intero esame, il mago punisce Rat-man obbligandolo a innaffiare le 999 rose che si trovano sul terrazzo (sebbene siano tutte di plastica). Rat-man, per far vedere al maestro di essere un vero mago, utilizza la magia facendo sollevare diverse anfore che riempie e svuota sui fiori. Intanto il mago si scontra col demone e Rat-man interviene, facendo però peggiorare la situazione da parte del mago. All'improvviso una gigantesca massa d'acqua (prodotta dalle anfore che, incontrollate, hanno allagato il castello) travolge il demone uccidendolo. Nell'ultima sequenza si vede Harry Potter che si domanda perché il mago non lo chiami. Si scopre così che avrebbe dovuto essere lui ad essere scelto (la sagoma vista nella sfera era la sua più due pianeti, che creavano la testa del supereroe).